# عبد الرحمن العولقي
عبد الرحمن أنور العولقي (26 أغسطس 1995 - 14 أكتوبر 2011) هو طفل أمريكي يمني يبلغ من العمر 16 عامًا قُتِلَ أثناء تناوله العشاء في مطعم في الهواء الطلق في اليمن من قبل طائرة بدون طيار في غارة جوية أمر بها الرئيس الأمريكي باراك أوباما في 14 أكتوبر 2011. كان والده أنور العولقي قُتِل أيضًا في هجوم بطائرة بدون طيار تابع لوكالة المخابرات المركزية في نفس العام.

## مقتله
تساءلت جماعات حقوق الإنسان عن سبب مقتل العولقي على يد الولايات المتحدة في دولة لم تكن الولايات المتحدة في حالة حرب معها. وقال جميل جعفر، نائب المدير القانوني الاتحاد الأمريكي للحريات المدنية: «إذا كانت الحكومة ستطلق صواريخ بريداتور على المواطنين الأمريكيين، فمن المؤكد أن الشعب الأمريكي له الحق في معرفة من المستهدف، ولماذا!».
ذكر مسؤولان أمريكيان تحدثا شريطة عدم الكشف عن هويتهما أن الهدف من غارة جوية في 14 أكتوبر 2011 كان إبراهيم البنا، وهو مصري يعتقد أنه ناشط بارز في تنظيم القاعدة في جزيرة العرب. ووصف مسؤول آخر في الإدارة الأمريكية، طلب عدم ذكر اسمه، أن عبد الرحمن العولقي كان «في المكان الخطأ في الوقت الخطأ»، مشيراً إلى أن «الحكومة الأمريكية لم تكن تعلم أن نجل العولقي كان هناك». عندما ضغط أحد الصحفيين للدفاع عن سياسة القتل المستهدف التي أسفرت عن وفاة عبد الرحمن العولقي، قام السكرتير الصحفي السابق للبيت الأبيض روبرت روبرت جيبس بتوجيه اللوم إلى والد الضحية قائلًا: «اقترح أن تكون أبًا أكثر مسؤولية بكثير إذا كنت قلقًا حقًا بشأن وفاة أطفالهم».
في 29 يناير 2017، قتلت ابنة أنور العولقي البالغة من العمر 8 سنوات، نوار العولقي، الأخت غير الشقيقة لعبد الرحمن العولقي، في غارة أمريكية على يكلا أمر بها الرئيس دونالد ترامب.

## روابط خارجية
- مراهق أمريكي في اليمن: دفع ثمن أبيه؟ مقال حول رد فعل اليمنيين على هجمات الطائرات الأمريكية بدون طيار